# چانگپینگ، گوانگدونگ
چانگپینگ، گوانگدونگ (به لاتین: Changping) یک شهرک در جمهوری خلق چین است که در دونگوان واقع شده‌است.